# Ursula e Sabina Eriksson
Ursula (3 novembre 1967) e 
Sabina Eriksson (3 novembre 1967) sono due sorelle gemelle svedesi che hanno attirato l'attenzione nazionale nel Regno Unito nel maggio 2008 per una sorta di crisi di follia durata diversi giorni, in quello identificato come un raro caso di disturbo psicotico condiviso.

## Biografia
Sabina e Ursula Eriksson erano sorelle gemelle nate in Svezia il 3 novembre 1967 e cresciute a Sunne, in Värmland. Avevano una sorella e un fratello maggiori, Mona e Björn. Nessuna delle due, durante l'infanzia e adolescenza, manifestò apparentemente problemi di salute mentale o di comportamento e non avevano precedenti penali; nel 2000, Ursula viveva negli Stati Uniti, mentre Sabina a Mallow, in Irlanda, sposata e con due figli.
Venerdì 16 maggio 2008, Ursula fece visita a Sabina ma, per motivi non chiari, le sorelle se ne andarono di nascosto dall'abitazione di Sabina per dirigersi a Liverpool, in Inghilterra; presumibilmente viaggiando per traghetto, arrivarono in città sabato alle 8:30 e si recarono alla stazione di polizia, apparentemente per esprimere preoccupazione riguardi ai figli di Sabina: contattando la polizia di Dublino, si apprese che Sabina aveva litigato con il marito la notte precedente. In seguito, quella stessa mattina, le sorelle salirono su un pullman per andare a Londra.
Secondo il rapporto della polizia, le gemelle scesero improvvisamente dall'autobus a una stazione di servizio dell'autostrada perché non si sentivano bene. L'autista affermò di averle fatte scendere intorno alle 13:00 in una sosta non programmata, perché si era insospettito dai loro comportamenti irregolari: notò che le gemelle stringevano forte le loro borse e si rifiutarono di lasciarsi perquisire in cerca di eventuali armi. La direttrice della stazione di servizio venne informata e, insospettita a sua volta dalla possessività mostrata dalle donne verso le loro borse e dai loro movimenti strani, chiamò la polizia. Gli ufficiali se ne andarono rapidamente, sostenendo che le Eriksson sembravano innocue.

### L'incidente dell'autostrada
Riprese dalle telecamere a circuito chiuso, le Eriksson se ne andarono a piedi dalla stazione di servizio e iniziarono a percorrere lo spartitraffico centrale della M6. A un certo punto cercarono di attraversare l'autostrada, provocando scompiglio nel traffico; Sabina venne investita da una SEAT Leon, riportando ferite lievi. Björn affermò successivamente in un'intervista che le sorelle stavano fuggendo da dei "maniaci" che le stavano inseguendo, sebbene non ci siano prove che lo confermino. La polizia giunse sul posto insieme a una piccola troupe televisiva che stava girando il programma Motorwat Cops con gli ufficiali convocati. La polizia condusse le gemelle nella corsia di emergenza, quando Ursula improvvisamente si liberò e corse nuovamente in autostrada, andando a sbattere contro un autoarticolato in arrivo che viaggiava a circa 90 chilometri orari. Sabina imitò la sorella, venendo a sua volta investita da una Volkswagen Polo.
Pur sopravvivendo, Ursula rimase immobilizzata perché il camion le aveva schiacciato le gambe, mentre Sabina rimase priva di sensi per circa un quarto d'ora. I paramedici giunti sul posto si occuparono di loro; Ursula resistette agli aiuti cercando di aggredire i medici, affermando di conoscere i poliziotti che la trattenevano e che "non erano reali", mentre Sabina, una volta ripresa conoscenza, urlò che i poliziotti avrebbero "rubato gli organi" di Ursula. Sabina si alzò nuovamente in piedi nonostante due ufficiali tentassero di trattenerla, chiamò aiuto e la polizia (sebbene quest'ultima fosse già presente), dopodiché colpì in faccia un'agente che stava cercando di bloccarla e corse nuovamente nel traffico, finché non venne raggiunta dai soccorritori e da alcuni spettatori, che la portarono in un'ambulanza, dove la ammanettarono e sedarono. Date le somiglianze nei loro comportamenti squilibrati, si sospettò subito che le Eriksson avessero fatto un patto suicida o fossero sotto gli effetti di droghe.
Le sorelle furono portate in ospedale, dove Sabina divenne più calma e controllata, venendo rilasciata dopo cinque ore. Mentre era in custodia della polizia si comportò in modo rilassato e, durante il processo, disse a un agente che in Svezia raramente un incidente avviene da solo, di solito ne segue almeno un altro. Il 19 maggio, Sabina venne rilasciata dal tribunale senza una valutazione psichiatrica completa dopo essersi dichiarata colpevole delle accuse di violazione di domicilio in autostrada e di aver colpito un agente di polizia. Il tribunale la condannò a un giorno di custodia cautelare che venne considerata scontata dopo aver trascorso un'intera notte in custodia della polizia.

### L'omicidio
Lasciando il tribunale, Sabina cominciò a vagare per le strade di Stoke-on-Trent, cercando di localizzare l'ospedale in cui si trovava Ursula e trasportando i suoi averi in un sacchetto di plastica trasparente che le era stato dato dalla polizia; aveva indosso il top verde di sua sorella. Alle 19:00, due uomini del posto portavano a spasso il loro cane in Christchurch Street quando si accorsero di Sabina; si trattavano del cinquantaquattrenne Glenn Hollinshead, saldatore, paramedico ed ex aviatore della RAF, e del suo amico Peter Molloy. Sabina si mostrò amichevole e iniziò a conversare con gli uomini per chiedere indicazioni su eventuali hotel o bed and breakfast nelle vicinanze, mostrando però un comportamento nervoso che preoccupò Molloy.
Hollinshead, impietosito, si offrì di ospitarla a casa sua e Sabina accettò, spiegando di stare cercando di localizzare la sorella ricoverata. Giunti all'abitazione bevvero dell'alcol e lo strano comportamento di Sabina si intensificò, continuando ad alzarsi per guardare fuori dalla finestra e dando segni di paranoia, offrendo agli uomini delle sigarette per poi strapparle via dalle loro bocche sostenendo che potessero essere avvelenate. Molloy ritenne che la donna fosse scappata da un partner violento; poco prima di mezzanotte, Mollory se ne andò e Sabina rimase a dormire da Hollinshead.
Il giorno successivo, verso mezzogiorno,  Hollinshead chiamò suo fratello per informarsi sugli ospedali locali al fine di localizzare Ursula.  Alle 19:40, mentre preparava la cena, Hollinshead uscì di casa per chiedere a un vicino, Frank Booth, delle bustine di tè e poi rientrò. Subito dopo, tornò barcollando fuori dall'abitazione, perdendo sangue e sostenendo di essere stato pugnalato, prima di crollare a terra e morire rapidamente per le ferite riportate. Pare che, prima del trapasso, abbia chiesto che qualcuno si occupasse del suo cane per lui.
Booth chiamò il numero di emergenza mentre Sabina fuggì di casa con un martello, colpendosi ripetutamente la testa con esso. Un automobilista di passaggio, Joshua Grattage, si fermò e cercò di impedirle di farsi del male; nello scontro, Sabina prese una tegola dalla tasca e colpì Grattage alla nuca, stordendolo brevemente. A quel punto, i paramedici l'avevano rintracciata e iniziarono a inseguirla, ma Sabina saltò da un ponte alto 12 metri sulla A50, rompendosi entrambe le caviglie e fratturandosi il cranio.

## Processo
Il 6 giugno 2008 Sabina venne arrestata mentre si stava riprendendo all'ospedale ed è stata dimessa su una sedia a rotelle l'11 settembre 2008, venendo presa in custodia e accusata di omicidio lo stesso giorno. Anche Ursula è stata dimessa dall'ospedale a settembre e trasferita senza problemi in Svezia, e poi negli Stati Uniti. Il processo era previsto per febbraio 2009, ma è stato aggiornato dopo che il tribunale ha incontrato difficoltà nell'ottenere le sue cartelle cliniche dalla Svezia. Il processo è quindi iniziato il 1º settembre 2009.
Sabina si è dichiarata colpevole di omicidio colposo con responsabilità ridotta il 2 settembre 2009: aveva pugnalato Hollinshead cinque volte con un coltello da cucina. Non spiegò mai le sue azioni, limitandosi a dire "no comment" durante i lunghi interrogatori della polizia. Allo stesso modo, il video dell'M6 è stato utilizzato come prova in tribunale. Sia l'accusa che la difesa hanno affermato che Sabina era fuori di sé al momento dell'omicidio, sebbene fosse tornata sana di mente al momento del processo. L'avvocato difensore, nel processo, affermò che Eriksson era una malata "secondaria" di disturbo psicotico condiviso, influenzata dalla presenza o dalla presunta presenza della sorella gemella, la malata "primaria". Altre teorie presentate alla corte sostenevano che Sabina aveva sofferto di un raro disturbo psichiatrico che le faceva sentire delle voci incomprensibili, o che soffrisse di disturbo delirante polimorfico acuto. La sua richiesta venne accettata dall'accusa presso la Nottingham Crown Court il 2 settembre 2010. Il giudice Saunders concluse che Sabina avesse un "basso" livello di colpevolezza per le sue azioni a causa del suo stato mentale.
Sabina venne condannata a cinque anni di prigione e venne inviata al carcere femminile di Bronzefield, dove si è convertita al cristianesimo. Avendo già trascorso 439 giorni in custodia prima della condanna, questo le ha permesso di essere rilasciata per la prima volta nel 2011.

## Conseguenze
Rimangono ancora molti interrogativi irrisolti su quanto accaduto alle sorelle Eriksson. Diverse persone, tra cui Molloy, chiesero di avviare un'indagine riguardo al modo in cui il sistema di giustizia pena ha gestito il caso; Garry Hollinshead, fratello di Glenn, affermò di non ritenere Sabina responsabile per l'omicidio, essendo malata mentalmente, ma criticò il sistema giudiziario per non aver riconosciuto prima il suo disturbo, rilasciandola senza valutarla adeguatamente.
Nel 2012, è stato caricato su YouTube un segmento della puntata di Motorway Cops relativa alle gemelle che in precedenza era stato modificato: mostra gli agenti della polizia sul ciglio della strada dopo l'investimento di Ursula, mentre discutono della salute mentale di Sabina.